# Радонеж
Ра́донеж — село в Сергиево-Посадском районе Московской области. Находится в 55 км к северо-востоку от Москвы.

## Население
| 1859 | 1886 | 1890 | 1899 | 1926 | 2002 | 2006 |
| ---- | ---- | ---- | ---- | ---- | ---- | ---- |
| 262  | ↗272 | ↘262 | ↗267 | ↗273 | ↘19  | ↗20  |
| 2010 |      |      |      |      |      |      |
| ↘5   |      |      |      |      |      |      |

## История

### До XIV века
Расположен на мысу, на берегу реки Пажи. На его месте обнаружено городище дьяковского типа (начало н. э.). Издревле на берегах Вори, Пажи и Торгоши селились финно-угорские племена меря и балты, позднее сюда пришли славяне. Заселение будущего Радонежского края шло по реке Воря. В 1-м тысячелетии на Воре существовал укреплённый мерянский родовой посёлок. В конце XII века на средней Воре сложилась группа селений славян-кривичей, известная благодаря памятникам с керамикой курганного типа. Большая часть этих поселений была разрушена в период монгольского нашествия в середине XIII века и никогда не возобновлялась впоследствии.
Селение Радонеж было основано славянами примерно в XI веке на пересечении дороги и реки Пажи. По преданию, новгородец Радонег основал крепость (в тогдашней терминологии «город») и назвал его «Радонеж», как принадлежащий ему, Радонегу. Более северные земли Радонежа не подверглись разорению в 1238—1240 гг. под натиском орды хана Батыя. Заселение Радонежа происходило во время татаро-монгольского ига во второй половине XIII века — первой половине XIV века. Проходящая через Радонеж Переяславская дорога стала основным направлением расселения славян на восток от Москвы к Переславлю-Залесскому. Радонеж входил в Ростово-Суздальское, затем Московское княжество. В первые десятилетия татарского ига там сидели татарские баскаки, о чём свидетельствует как местный фольклор, так и названия урочищ «Ханская пустошь» и «Баскаково». Впоследствии там появился двор княжеского тиуна, с церковью Рождества.

### XIV век
В середине XIV село Радонежское входит в состав Московского княжества. В это время в селе располагалась укреплённая усадьба княжеского наместника — административный центр Радонежской волости. Впервые в письменных источниках село Радонежское упоминается в духовной грамоте великого князя московского Ивана I Даниловича Калиты, написанной в 1328 , 1336 или в 1341 году. По грамоте, после смерти Ивана Даниловича, село должно было перейти к его вдове Елене с меньшими детьми, незамужними дочерьми. Однако в 1331 году княгиня Елена умирает, и село переходит к сыну Ивана Калиты, князю серпуховско-боровскому, Андрею Ивановичу. По малолетству Андрея Иван Калита поставил в Радонежском наместника Терентия Ртища. В 1340 (1328, 1337 или 1341) году на службу к Андрею, из-за обнищания и голода в Ростовской земле, переселился ростовский боярин Кирилл и его сын, отрок Варфоломей — ставший в дальнейшим святым Сергием Радонежским, основавшим Троице-Сергиеву лавру в 15 км от Радонежа. Боярин Кирилл поселился у существующей церкви Рождества Христова После смерти Ульяны (1374) Радонежское принадлежало её внуку Владимиру Андреевичу Храброму, князю Серпуховскому. При нём образуется Радонежский детинец («город»), с валами высотой до 6 м.

### XV век
После смерти Владимира Андреевича в 1410 году Радонеж становится центром удельного Радонежского княжества, принадлежащего его сыну — Андрею Владимировичу. Городок был центром двух волостей — Радонежской и Бели. В 1426 году, во время эпидемии чумы, Андрей Владимирович умирает, не оставив наследника. Удельное Радонежское княжество прекращает своё существование и отходит к Московскому княжеству. Елена Ольгердовна (1353—1438), дочь великого князя литовского и мать Андрея Владимировича, в духовной грамоте благословила своего племянника, Василия Ярославича селом Ковезинским в Радонеже. Василий был внуком Владимира Андреевича Храброго и сыном князя Ярослава Владимировича, умершего от чумы в 1426 году. В 1446 году Дмитрий Шемяка и Иван Можайский воспользовались тем, что великий князь Василий II находился в Троицком монастыре, захватили Москву. В 1456 году (1462) «за некую крамолу» Василий Ярославович был схвачен и отправлен в пожизненную ссылку в Углич. Владения князя, включая Радонеж, отошли к Москве. Иван III сделал Радонежский городок центром особого уезда. В 1491 (или 1497) году Иван III перевёл в Радонеж ярмарку (торг) из Троицкого монастыря.

### XVI—XVII века
Иван III в 1505 году завещал город своему сыну Василию III. При Василии III или вскоре после его смерти (в 1530-е годы) в городе создается ям (почтовая станция), и при Иване Грозном там было 40 ямщиков. В царствование Ивана Грозного город приходит в упадок. Во время похода Сапеги на Троице-Сергиев монастырь (1608—1610) Радонеж был разорён польскими отрядами и в качестве города уже не возрождался. В 1617 году[прояснить] Михаил Фёдорович передал Городок Радонежский Троице-Сергиевому монастырю. Город превратился во владельческое село. В это царствование на месте Радонежа было 10 дворов крестьянских да 13 дворов бобыльих.

### XVIII—XIX века
Село «Радонежский городок», или просто Городок, принадлежало монастырю (c 1744 — лавре) до 1764 года, когда церковные земли были секуляризованы и отошли в казну. В 1842 году в селе была выстроена каменная Преображенская церковь.

## Современность
В октябре 1989 года указом Президиума Верховного Совета РСФСР село Городок было переименовано в село Радонеж.

## Достопримечательности
Преображенская церковь построена в 1836—1842 годах. Основу составляет бесстолпный четверик, увенчанный ротондой с восемью окнами. В восточной стене храма устроена одна апсида, с северной и южной сторон к нему примыкают портики с четырьмя дорическими колоннами. Со стороны запада к храму пристроена трапезная, с 1860-х годов соединённая узким переходом со стоявшей до того отдельно трехъярусной колокольней. В 1855 году вокруг церкви построена ограда.
Перед алтарной частью храма находится пятиярусный иконостас, в приделе преподобного Сергия Радонежского в трапезной иконостас двухъярусный. Иконы местных мастеров второй половины XIX века. Сохранились фрагменты стенной росписи 1870-х годов.
Напротив входа в храм установлен крест, ранее стоявший на могиле святой блаженной старицы Матроны Московской.

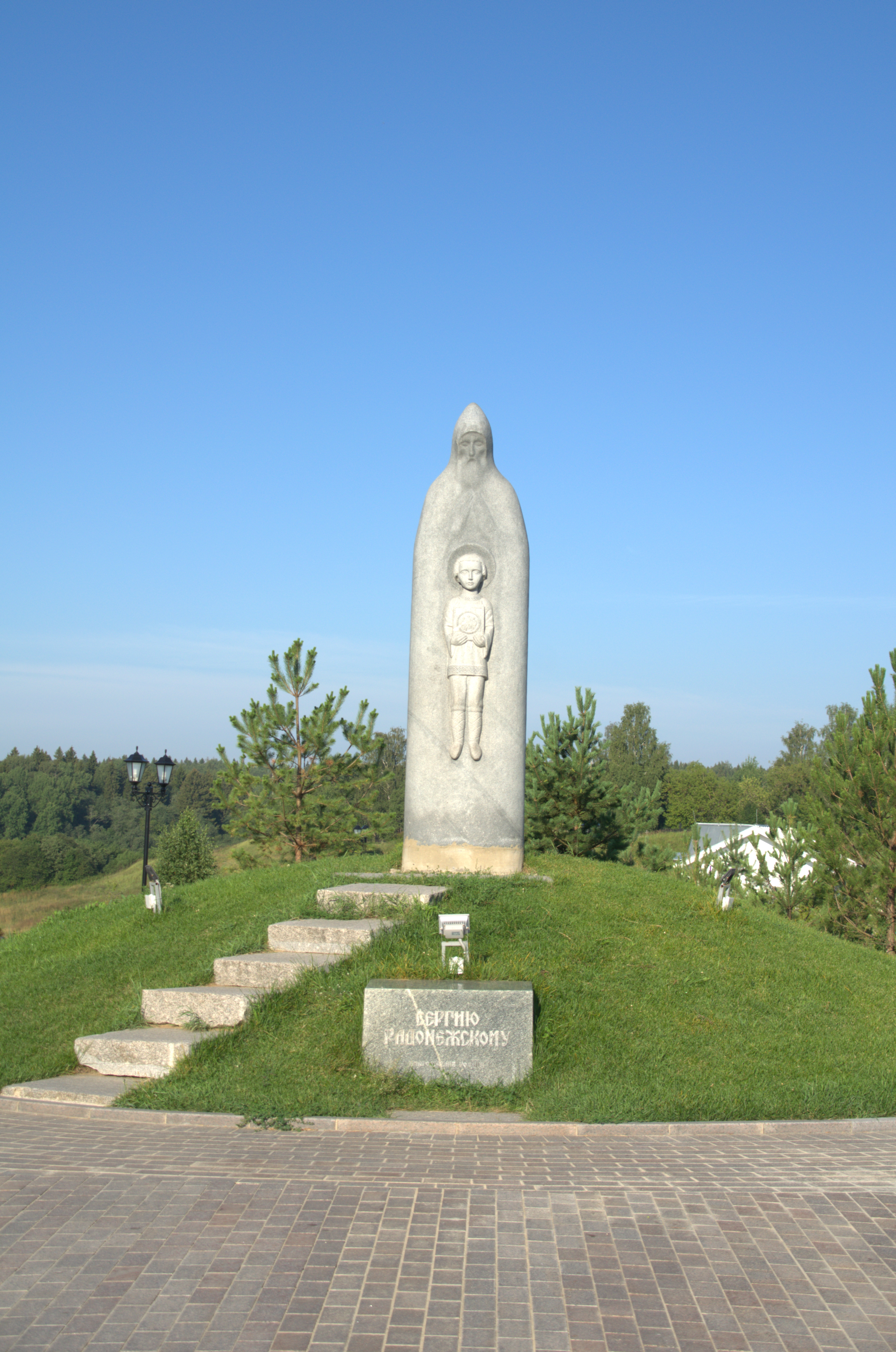
Знак в память о Сергии Радонежском

29 мая 1988 года у входа на территории исторического посада Радонежа был установлен памятный знак (скульптор В. М. Клыков, архитектор Р. И. Семержиев). Представляет собой трёхметровую фигуру старца с рельефным изображением в её средней части мальчика с образом Троицы и символизирует чудесную встречу, изменившую жизнь отрока Варфоломея, впоследствии получившего известность под именем Сергия Радонежского.
Сохранились крепостные валы XV века. Впрочем, в настоящее время на территории бывшего детинца располагается кладбище, причем, несмотря на формальный запрет, могилы устраиваются также на самых валах. На кладбище похоронен художник Б. Н. Гущин.
С января по апрель 1976 года в окрестностях села Радонеж, на берегу реки Пажи, проходили съёмки фильма «Аты-баты, шли солдаты…» актёра и режиссёра Леонида Быкова, снявшегося в фильме в одной из главных ролей.

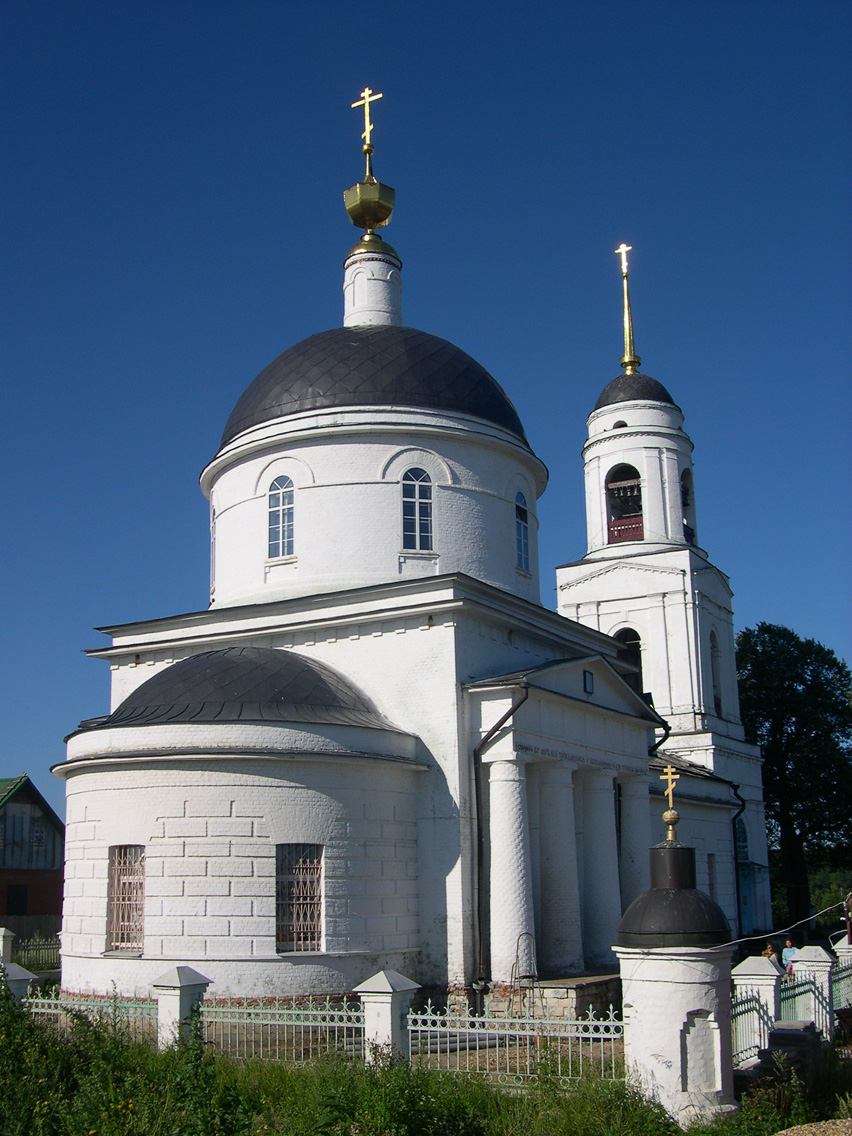
Преображенская церковь в Радонеже
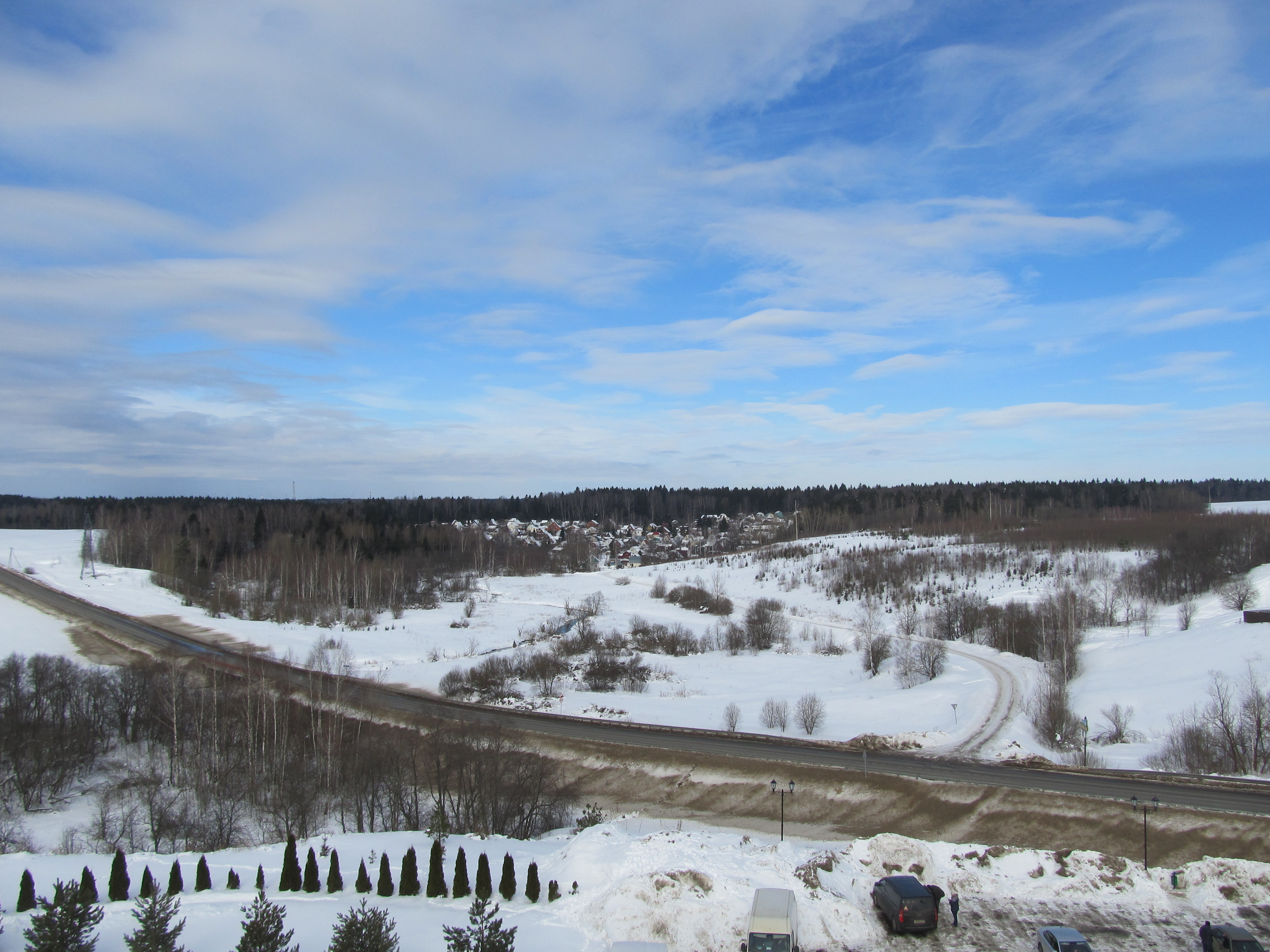
СНТ Подмосковье
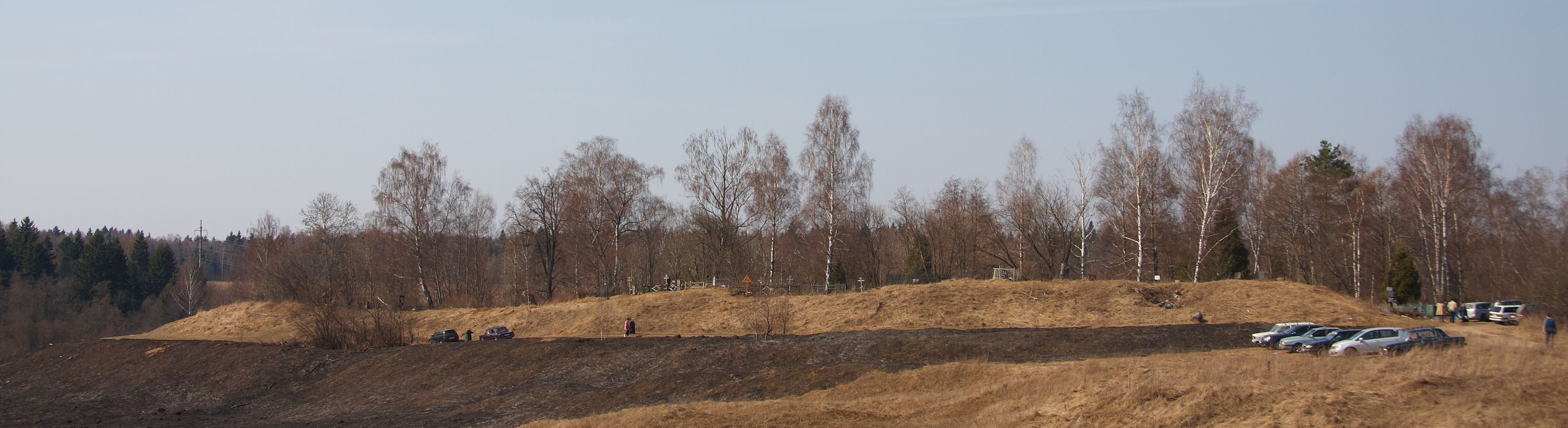
Современный вид на крепостной вал
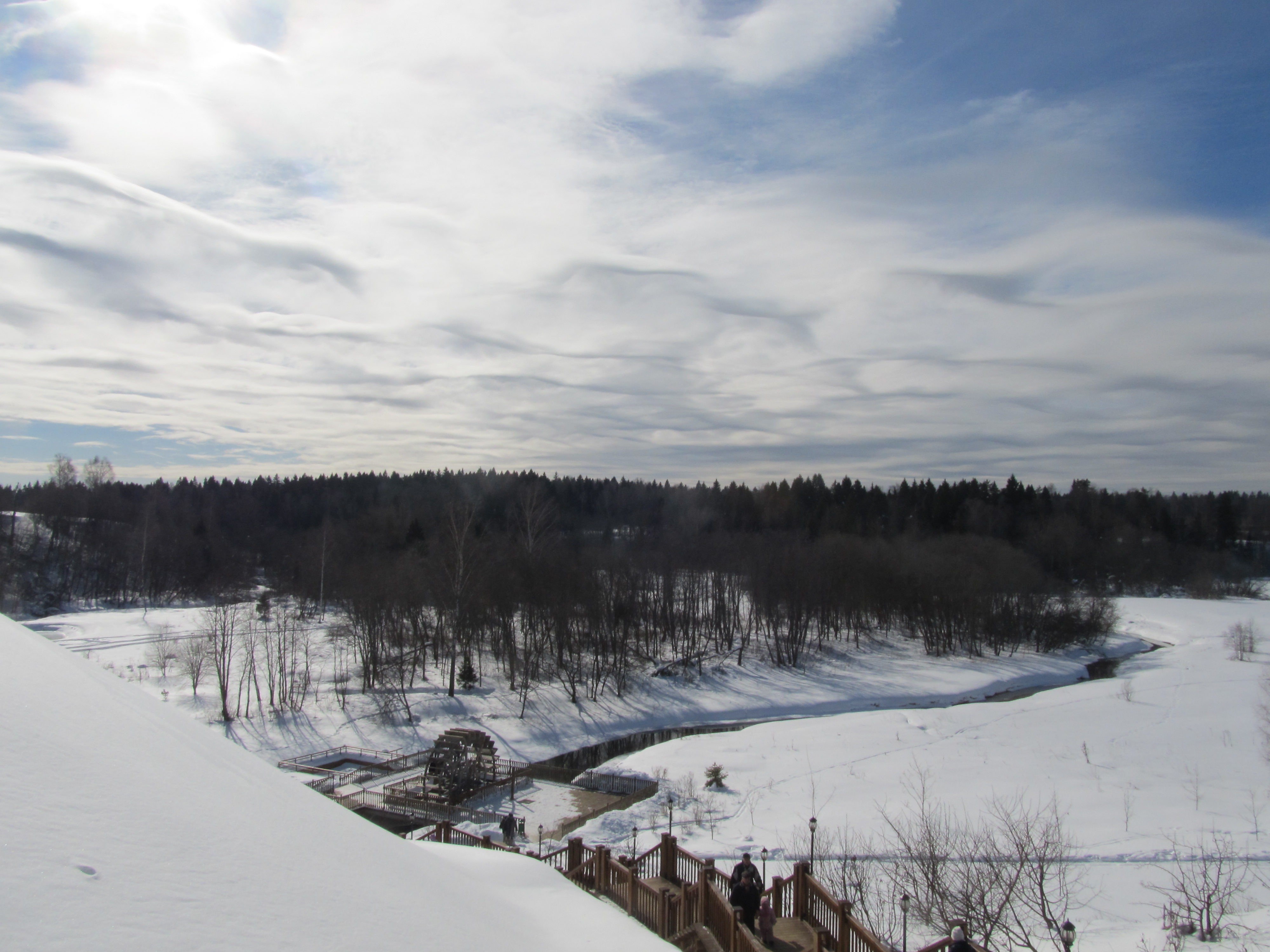
Река Пажа. Радонежский святой источник
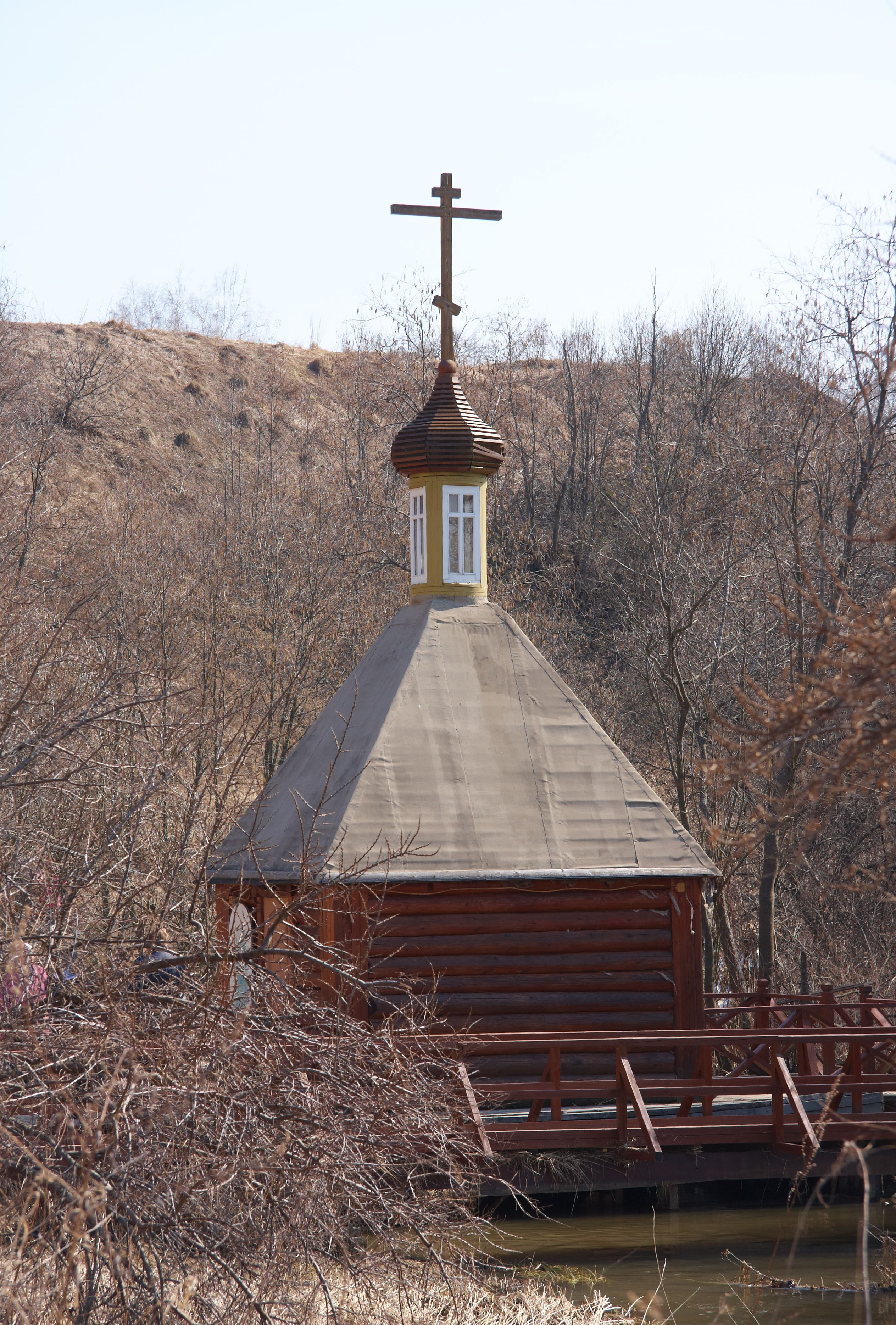
Купель в Радонеже

С 2020 года входит в Лозовской территориальный отдел Хотьковского территориального управления Сергиево-Посадкого муниципального округа.

## Археология и палеогенетика
У образца из захоронения №. 1 (Кв-А-Б / 1-2) Радонежского кладбища XVI—XVII веков генетиками определена Y-хромосомная гаплогруппа R1a-M458-L1029, типичная для славянского населения России. Скелет приписывают человеку в возрасте от 25 лет. Рядом с бёдрами был найден железный нож, под правым плечом — бронзовый крест с изображением Голгофы. Погребение может быть датировано самым началом XVII века, так как в 1617 году близлежащая церковь Афанасия Великого упоминалась в писцовой книге как пустая, поэтому кладбище было заброшено. Кроме того у образцов Radonezh, burial #1 (male) и Radonezh, burial #13 (female) определены митохондриальные гаплогруппы H2a1 и H или JT соответственно (типичные для Северной и Восточной Европы).

## Известные уроженцы
- Гурий (Григорий Руготин) († 4 декабря 1563) — первый казанский архиепископ.